# Blackout (албум)
Blackout е петият студиен албум на американската поп певица Бритни Спиърс издаден на 25 октомври 2007 година в Австралия, 29 октомври всl Великобритания. В САЩ албумът излиза на 30 октомври заемайки 2 място в класацията за албуми Билборд 200 с продажба от 290 000 копия през първата седмица. „Blackout“ заема петдесето място в списъка за най-добри албуми през 2007 г. в списание Rolling Stone.

## Продажби
По данни на IFPI до края на 2007 г. са продадени 2 милиона копия на албума. За същото време в Русия са продадени 60 000 копия.

## Списък на песните

### Оригинален траклист
1. Gimme More – 4:11
2. Piece of Me – 3:32
3. Radar – 3:48
4. Break the Ice – 3:16
5. Heaven on Earth – 4:53
6. Get Naked (I Got a Plan) – 4:45
7. Freakshow – 2:55
8. Toy Soldier – 3:22
9. Hot as Ice – 3:17
10. Ooh Ooh Baby – 3:28
11. Perfect Lover – 3:03
12. Why Should I Be Sad – 3:10

### Дигитално делукс издание
1. Get Back – 3:49
2. Gimme More (Junkie XL Dub) – 4:58
3. Everybody – 3:17

### iTunes Store делукс издание
1. Gimme More (видеоклип) – 4:02

### Target ексклузивно издание
1. Outta This World – 3:44

### Японско издание
1. Everybody – 3:17
2. Get Back – 3:49
3. Gimme More (Oakenfold Remix) – 6:06

## Сингли
- Gimme More
- Piece of Me
- Break the Ice